# VxD
VxD is een framework van Microsoft voor apparaatstuurprogramma's dat werd geïntroduceerd in Windows/386 (pre-Windows 2.0), Windows 3.x en Windows 95. Het werd in 1998 opgevolgd door het Windows Driver Model.

## Beschrijving
De benaming "VxD" is een afkorting van virtual xxx driver, waarbij de 'xxx' staat voor een type hardware-apparaat. VxD's hebben toegang tot het geheugen van de kernel en alle actieve processen, evenals directe toegang tot de hardware.
Windows/386 en latere versies boden de mogelijkheid voor toepassingen om hardware gelijktijdig aan te sturen vanuit elk zijn eigen virtuele DOS-machine. Om toch bronnen te kunnen delen tussen deze virtuele machines, kwam Microsoft met virtuele stuurprogramma's. Hiermee werd het probleem opgelost van conflicten met betrekking tot toegang tot de hardware. Elk fysiek hardware-apparaat wordt voorgesteld als een virtueel apparaat, dat toepassingen kunnen aanspreken en wordt beheerd door het besturingssysteem.
Microsoft introduceerde met Windows 98 het vernieuwde Windows Driver Model, dat een oplossing moest zijn voor het probleem om incompatibele versies van apparaatstuurprogramma's te ontwikkelen voor zowel Windows 95 als Windows NT. Een VxD is niet werkzaam met Windows NT, en leveranciers van hardware moesten als gevolg twee parallelle versies ontwikkelen om zowel Windows 95 als Windows NT te ondersteunen.
VxD-stuurprogramma's werden nog ondersteund tot Windows ME.